# Pedro Passos Coelho
Pedro Passos Coelho, född 24 juli 1964 i Coimbra, är en portugisisk politiker som var premiärminister från den 21 juni 2011 fram till den 26 november 2015, samt partiledare för Partido Social Democrata - ett liberalkonservativt parti, sedan 2010.
Passos Coelho är utbildad ekonom från Universidade Lusíada de Lisboa och har varit ledamot av Assembleia da República för Partido Social Democrata.